# Павловская, Галина Васильевна
Галина Васильевна Павловская (до замужества — Клочуракова) (чеш. Halina Pawlowská; 21 мая 1955, Прага, ЧССР) — чешская писательница, сценаристка и публицистка, издатель, актриса.

## Биография
Дочь гуцульского поэта Василия Клочурака. Племянница Степана Клочурака, закарпатского общественного и политического деятеля, журналиста, президента Гуцульской Республики (Закарпатье), перед Второй мировой войной — министра в правительстве Подкарпатской Руси.
Обучалась на сценарно-драматургическом отделении факультета кино и телевидения (FAMU) Пражской академии исполнительских искусств.
В 1988 году начала работать в развлекательной редакции Чехословацкого телевидения, впоследствии посвятила себя журналистике и публицистике. С 1991 года вела светскую и культурную рубрику ежедневной газеты «Метрополитен», затем — в ежедневной газете «Телеграф», где в 1993 году стала заместителем шеф-редактора. В 1990 годах вела телепередачи о путешествиях — «Занзибар» и еженедельник светских репортажей «Во ржи» (позже — «Рожь»). Благодаря этому опыту зарубежный инвестор назначил её шеф-редактором нового светского еженедельника «Story», которым она руководила около 7 лет. Впоследствии, Г. Павловская основала собственный журнал «Šťastný Jim» (рус. «Счастливый Джим»), которым руководила до 2005 года. В 2004—2005 годах издавала журнал «Halina TD», впоследствии «Halina» (рус. «Галина»). В 2006 году основала новый журнал «Glanc».
До 2007 была ведущей телевизионного ток-шоу «Banánové rybičky» (рус. «Банановые рыбки»).

## Творчество
Дебютировала как прозаик в 1993.
Автор 12 книг, проданных в Чехии тиражом миллион экземпляров, а также ряда сценариев кинокомедий.
Один киносценариев «Спасибо за каждое новое утро» (чеш. «Díky za kazdé nové ráno») становился лауреатом многих наград, в том числе, «Серебряный Георгий» Московского международного кинофестиваля 1995 года.

## Избранная библиография
- Zoufalé ženy dělají zoufalé věci, 1993
- Díky za každé nové ráno, 1994
- Proč jsem se neoběsila, 1994
- Ať zešílí láskou, 1995
- Ó, jak ti závidím, 1995 — Kniha roku 1995
- Jak být šťastný: dvanáct nemorálních rad, 1996
- Hroši nepláčou, 1996
- Charakter mlčel, a mluvilo tělo, 1997
- Dá-li pánbůh zdraví, i hříchy budou, 1998
- Banánové rybičky, 2000
- Banánové chybičky, 2003
- Tři v háji, 2004 (в соавт.)
- Záhada žlutých žabek, 2005
- Velká žena z Východu, 2011
- Strašná Nádhera , 2012

### Кино- и телесценарии
- Evo, vdej se!, 1983
- Můj hříšný muž, 1986
- Malé dějiny jedné rodiny, 1988/1989 — ТВ сериал,
- Vrať se do hrobu!, 1989
- Спасибо за каждое новое утро, 1993
- Bubu a Filip, 1996 — TV seriál
- O zivot , 2008
- O mé rodině a jiných mrtvolách, 2011 — ТВ сериал
- Doktoři z Počátků, 2013 — ТВ сериал
- U Haliny v kuchyni, 2014 — ТВ сериал

## Избранная фильмография
- 1986 — Мой грешный муж
- 1987 — Jak básníkům chutná život
- 1989 — Вернуться в могилу / Vrať se do hrobu! — уборщица
- 1991 — Zálety koňského handlíře
- 1993 — Спасибо за каждое новое утро / Díky za každé nové ráno — Василина
- 2008 — О жизни / O zivot — медсестра
- 2010 — Ach, ty vrazdy! (ТВ сериал) — клиентка
- 2013—2015 — Doktori z Pocátku (ТВ сериал) — доктор Милена Петру